# David Beck (schilder)
David Beck (Delft, 25 mei 1621 - Den Haag, 6 december 1656) was een Nederlandse portretschilder, die voornamelijk in het buitenland werkte. Hij was een beminnelijke man en werd de hofschilder van Christina I van Zweden. Weinig kunstenaars zijn op een soortgelijke manier ondersteund door een koninklijk huis. Zijn naam is tegenwoordig nauwelijks bekend en zijn oeuvre is grotendeels verloren gegaan.

## Biografie
Beck, de zoon van een Franse schoolmeester in Delft en Rotterdam, kreeg de naam van zijn oom en getuige bij zijn doop op 30 mei. Zijn vader Heijndrick François Beck was in 1620 getrouwd. David leerde schilderen in het atelier van Michiel Jansz. van Mierevelt. Nadat zijn moeder was gestorven in 1640 vertrok hij naar Londen en werkte als assistent van Sir Anthony van Dyck, die evenwel kort daarop stierf.
Beck werkte voor Ruprecht van de Palts. Koning Karel I van Engeland vroeg Beck zijn zonen, waaronder de toekomstige koning Karel II en zijn broers Jacobus en Hendrik, les te geven. Na het uitbreken van het Engelse Burgeroorlog, verliet Beck Engeland en kwam toen in dienst van koning Lodewijk XIII van Frankrijk.
Hij was korte tijd werkzaam voor het Deense hof, totdat Christina van Zweden hem in 1647 benoemde als hofschilder en kamerheer. Beck portretteerde diverse Zweedse veldheren en politici, zoals Lennart Torstenson, Axel Oxenstierna en Louis de Geer. Namens haar bezocht hij Duitsland en Italië (1653), waar hij portretten schilderde van lokale machthebbers. In ruil daarvoor gaf hij hen een portret van de koningin.
In Heidelberg kreeg hij plotseling een aanval. Beck werd voor dood gewaand, uitgekleed en op bed gelegd. Zijn twee knechten, die het op een drinken hadden gezet, hielden hem een glas wijn onder de neus en Beck kwam weer bij zinnen.
Beck zou in 1654 meereizen naar Antwerpen, Brussel en Rome. Hij bracht zijn geld, sieraden, gekregen van Christina, en diverse schilderijen onder bij zijn vader, waaronder werken van Titiaan, Antonio da Correggio, Van Dijck, en een zelfportret van Hans Holbein de Jonge. Terwijl Christina in 1656 in Parijs verbleef reisde Beck tegen haar zin naar Nederland, waar hij zich in Den Haag vestigde. Daar is hij op 35-jarige leeftijd plotseling overleden, nadat hij zijn testament had laten opmaken. Alle biografen vermelden dat vergiftiging de oorzaak was. Het stoffelijk overschot werd overgebracht naar Rotterdam en Beck is daar op 22 december begraven in de Schotse Zeemanskerk.

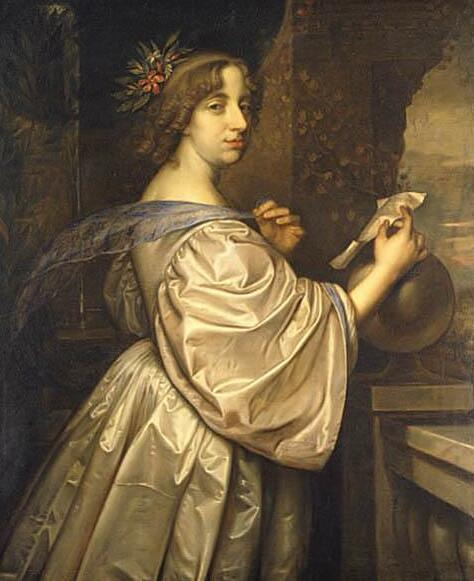
Portret van Christina I van Zweden
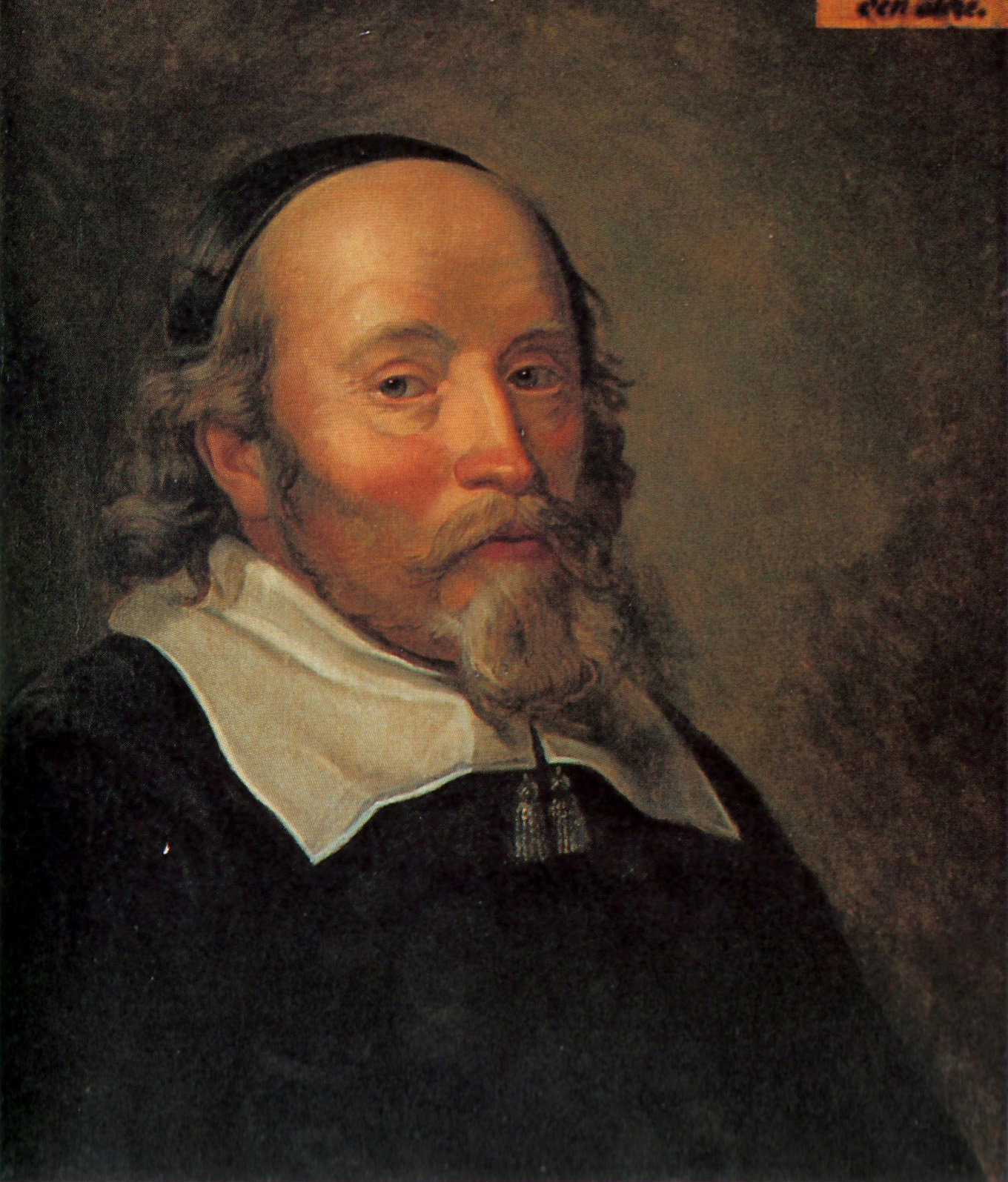
Portret van Louis de Geer
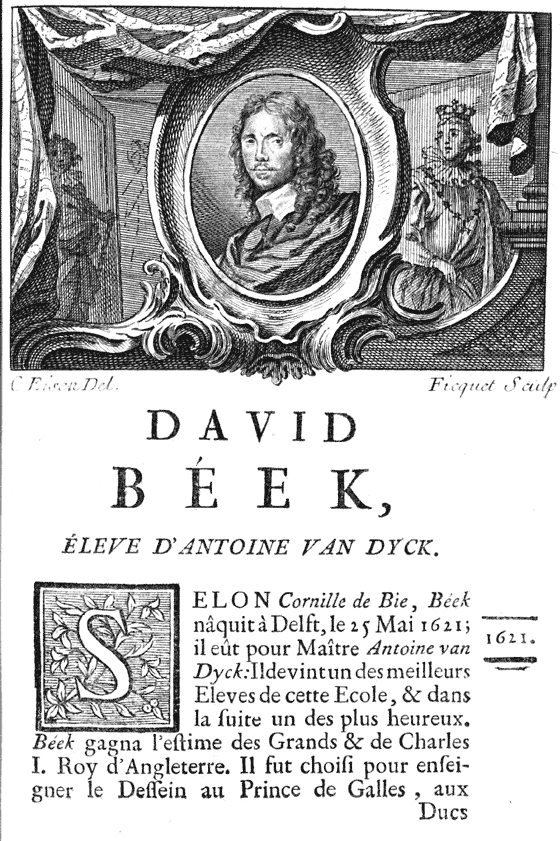

- Art Gallery of South Australia: 11708
- Bibliothèque nationale de France: cb14969264g (data)
- Biografisch Portaal: 70137436
- Digitale Bibliotheek voor de Nederlandse Letteren: beck026
- Gemeinsame Normdatei: 122958977
- International Standard Name Identifier: 0000 0000 6664 108X
- KulturNav: 1d94d550-5b34-4bde-a423-38dcf9f1b053
- Nationale Bibliotheek van Tsjechië: mzk2009496183
- Nationale Bibliotheek van Polen: a0000002374045
- RKD-Nederlands Instituut voor Kunstgeschiedenis: 5432
- LIBRIS: 358490
- SNAC: w63n34v9
- Système universitaire de documentation: 077202767
- Union List of Artist Names: 500018685
- Virtual International Authority File: 74124596
- WorldCat: E39PBJmXF8YFfvWFFywvdg8cT3